# Giuseppe Raga
Giuseppe Raga (Bonnanaro, 23 settembre 1873 – Bonnanaro, 6 febbraio 1957) è stato un poeta italiano.

Giuseppe Raga.

È considerato uno dei maggiori poeti in lingua sarda. I testi di alcune sue poesie vengono ancora oggi interpretati nel tipico canto regionale "a tenores".

## La famiglia
Giuseppe Raga nasce a Bonnanaro il 23 settembre del 1873, da Antonio (chiamato Antonico) e da Annamaria Rassu; egli è l'ultimo di quattro fratelli.

A soli quattro anni, il piccolo Giuseppe perde la mamma, della quale conserverà un vago ricordo. Tuttavia, ben presto un'amorevole matrigna, Anna Maria Ruju, saprà circondare i figliastri, con una tenerezza particolare per il più piccolo, dello stesso affetto che già nutriva per i tre figli di primo letto (è anch'essa vedova), ai quali successivamente si aggiungeranno altri cinque di secondo letto.
In questa numerosa famiglia patriarcale, di agricoltori e allevatori, regnerà sempre una grande armonia: ciò influenzerà moltissimo l'animo del poeta, che porrà per sempre gli affetti familiari al primo posto nella scala dei valori.

Assai giovane, comincia a collaborare col padre, insieme ai fratelli più anziani, nella conduzione dell'azienda di famiglia, passando lunghe ore all'aria aperta, cosa che contribuì a sviluppare quel profondo amore per la natura, che spesso esprimerà con accenti bucolici.

## Biografia
Scopre la sua ricca vena poetica giovanissimo, anche grazie al padre che si diletta talvolta a verseggiare, come già del resto qualche antenato. Molto precoce è l'appassionato interesse del Raga per i classici della letteratura italiana, che divora nel tempo libero, traendone, malgrado la scarsezza degli studi regolari effettuati, una non comune cultura autodidatta; mentre nelle opere dei maggiori poeti in lingua sarda trova presto stimolo alla sua copiosa produzione di giovanissimo poeta.
Come sovente accade tra i giovani poeti, l'amore ispira i suoi primi componimenti, ove già si rinvengono, oltre alla spontaneità del sentimento, la capacità di elaborazione artistica, che dà luogo a una forma tersa e scorrevole, spesso illuminata da un'accesa fantasia.
Nel 1899, sposa Maria Francesca Tola, detta familiarmente Cicita. Con lei avrà quattro figli.
Come già accennato, un altro motivo ricorrente nei versi del Raga è un profondo amore per la natura, che spesso lo porta ad usare, anche metaforicamente, immagini squisitamente agresti e pastorali. Per tacere della sua produzione tipicamente idillica, dove il paesaggio domina con tutti i suoi elementi di contorno: basti per tutti l'esempio di “Su pastoreddu cantende”, che gli vale peraltro un premio in un concorso di poesia dialettale a livello nazionale.
Nel 1930, si reca a Roma, dove risiede il primogenito, e dove rimane particolarmente colpito dalle spettacolari vestigia che millenni di storia hanno lasciato nei monumenti dell'Urbe e, ammirando dalla cima della scala del Vittoriano lo sfarzo antico e moderno della città eterna, compone un'ode – che diverrà assai nota – ove, in poche terzine, condensa la storia romana e i suoi fasti, sfoggiando un'eccezionale capacità di sintesi poetica.
Nell'aprile del 1942, perde l'amatissima compagna della sua vita. Intenso è il dolore di quel distacco, pur essendovi il poeta ormai preparato (la moglie era inferma da lunghi anni), come intensi sono i versi dettatigli da tale sentimento.
Tuttavia, la vita continua e, dopo solo quattro mesi dall'infausto evento, la casa rattristata dal lutto viene finalmente sollevata da una gioia a lungo attesa: nasce la prima nipotina, figlia del primogenito e dell'unica, diletta nuora, venuta da Roma per dare alla luce la bimba, in luogo relativamente più tranquillo della Capitale (in tutta Europa infuria il secondo conflitto mondiale).
Dopo la fine della guerra, di cui si è già accennato, il poeta può finalmente riabbracciare tre dei suoi figli, che erano rimasti bloccati a Roma a causa dell'armistizio dell'8 settembre del 1943.
Nel 1952, dopo aver avuto ragione di una lunga malattia che l'ha bloccato a letto per più di un anno, si reca a Bonorva per partecipare alla celebrazione del sessantesimo anniversario dalla morte di Paolo Mossa, declamando una sua poesia in onore del defunto poeta, che riscuote il plauso unanime dei presenti.
Nel settembre del 1956, si reca a Macomer, per la commemorazione di Melchiorre Murenu. Nell'ampio palcoscenico del locale teatro, declama un suo felice componimento, assai apprezzato da un pubblico di intenditori, numeroso ed entusiasta. Nello stesso anno, riceve un premio al concorso di poesia dialettale indetto dalla città di Ozieri in occasione della festa della Vergine del Rimedio. Ma il suo fisico è ormai minato dal male che lentamente lo consuma e che lo costringe a letto, senza tuttavia avere ragione del suo spirito, sempre sereno, e della sua mente, lucidissima fino alla fine, che lo coglie all'alba del 6 febbraio del 1957.

## Opere
Le opere di Giuseppe Raga, in buona parte già pubblicate in S'Ischiglia, negli anni fra il 1949 e il 1957, furono poi raccolte postume nel 1968, in due volumi dal titolo Cantigos de Pelau, volume recentemente ripubblicato (2005) per i tipi delle Edizioni Segnavia.